# Кирпатий додекаедр
Кирпатий додекаедр, плосконосий додекаедр або плосконосий ікосододекаедр — напівправильний многогранник (архімедове тіло), одне з тринадцяти опуклих ізогональних непризматичних тіл, гранями яких є два або більше правильних многокутників.
Кирпатий додекаедр має 92 грані (найбільше з усіх архімедових тіл), 12 п'ятикутних, інші 80 — правильні трикутники. У нього 150 ребер та 60 вершин.
Многогранник має дві різні форми, що є дзеркальними образами (або енантіоморфами) одна одної. Об'єднання обох форм утворює з'єднання двох кирпатих додекаедрів, а опукла оболонка цієї конструкції є ромбозрізаним ікосододекаедром.
Кеплер 1619 року у своїй книзі Harmonices Mundi спочатку назвав його латиною dodecahedron simum. Гарольд Коксетер зауважив, що многогранник можна отримати і з додекаедра або ікосаедра і назвав його кирпатим ікосододекаедром, з вертикальним символом Шлефлі {\displaystyle s{\begin{Bmatrix}5\\3\end{Bmatrix}}}.
Співвідношення між довжиною ребра {\displaystyle a} та діаметром описаної сфери {\displaystyle D}:
{\displaystyle D=4{,}311675\cdot a}

## Декартові координати
з парною кількістю знаків плюс, де: (±2α, ±2, ±2β),
(±(α+β/ϕ+ϕ), ±(−αϕ+β+1/ϕ), ±(α/ϕ+βϕ−1)),
(±(α+β/ϕ−ϕ), ±(αϕ−β+1/ϕ), ±(α/ϕ+βϕ+1)),
(±(−α/ϕ+βϕ+1), ±(−α+β/ϕ−ϕ), ±(αϕ+β−1/ϕ)) та: (±(−α/ϕ+βϕ−1), ±(α−β/ϕ−ϕ), ±(αϕ+β+1/ϕ)), і
α = ξ − 1 / ξ
де {\displaystyle \phi =(1+{\sqrt {5}})/2} — золотий перетин, а ξ — дійсний розв'язок рівняння ξ3 − 2ξ = ϕ і це число дорівнює
β = ξϕ + ϕ 2 + ϕ /ξ,
а об'єм дорівнює
{\displaystyle \xi ={\sqrt[{3}]{{\frac {\phi }{2}}+{\frac {1}{2}}{\sqrt {\phi -{\frac {5}{27}}}}}}+{\sqrt[{3}]{{\frac {\phi }{2}}-{\frac {1}{2}}{\sqrt {\phi -{\frac {5}{27}}}}}}}
або, приблизно, 1,7155615.
Цей кирпатий додекаедр має довжину ребра приблизно 6,0437380841.

Перетворення ромбоікосідодекаедра на кирпатий додекаедр

Якщо взяти непарні перестановки наведених вище координат із парним числом знаків плюс, отримаємо іншу, енантіоморфну форму першого. Хоча це не зразу очевидно, тіло, отримане з парних перестановок, є тим самим, що й з непарних. Так само, дзеркальне відбиття многогранника відповідатиме або парним перестановкам, або непарним.

## Площа поверхні та об'єм
За довжини ребра 1 площа поверхні дорівнює
{\displaystyle A=20{\sqrt {3}}+3{\sqrt {25+10{\sqrt {5}}}}\approx 55,28674495844515}
Декартовими координатами вершин кирпатого додекаедра є всі парні перестановки
{\displaystyle V={\frac {12\xi ^{2}(3\phi +1)-\xi (36\phi +7)-(53\phi +6)}{6{\sqrt {3-\xi ^{2}}}^{3}}}\approx 37,61664996273336} ,
де {\displaystyle \phi } — золотий перетин.
Кирпатий додекаедр має найвищу сферичність із усіх архімедових тіл.

## Ортогональні проєкції
Кирпатий додекаедр має дві особливі ортогональні проєкції, центровані відносно двох типів граней — трикутних та п'ятикутних, що відповідають площинам Коксетера A2 та H2.
| Центрований відносно… | …трикутної грані | …п'ятикутної грані | …ребра |
| --------------------- | ---------------- | ------------------ | ------ |
| Зображення            |                  |                    |        |
| Проєктивна симетрія   | [3]              | [5]+               | [2]    |
| Двоїстий многогранник |                  |                    |        |

## Геометричні зв'язки
| Обертання кирпатого додекаедра |
| ------------------------------ |
|                                |

Кирпатий додекаедр можна отримати з дванадцяти правильних п'ятикутних граней додекаедра, витягнувши їх назовні так, щоб вони перестали торкатися одна одної. При розтягуванні на відповідну відстань це дасть ромбоікосододекаедр, якщо простір, отриманий між розділеними ребрами, заповнити квадратами, а між розділеними вершинами — трикутниками. Але щоб отримати кирпатий вид, заповнюємо лише трикутні грані, квадратні проміжки залишаємо порожніми. Тепер повертаємо п'ятикутники відносно їхніх центрів разом із трикутниками, доки квадратні проміжки не перетворяться на рівносторонні трикутники.
Кирпатий додекаедр можна також отримати з ромбозрізаного ікосододекаедра альтернацією. Шістдесят вершин ромбозрізаного ікосододекаедра утворюють многогранник, топологічно еквівалентний одному кирпатому додекаедру. Решта шістдесят утворюють його дзеркальне відображення. Отриманий многогранник вершинно транзитивний, але не однорідний, оскільки має ребра різної довжини, для зведення його до однорідного многогранника знадобиться деяка деформація.

## Пов'язані многогранники та мозаїки
| Симетрія: [5,3], (*532)               | Симетрія: [5,3], (*532) | Симетрія: [5,3], (*532) | Симетрія: [5,3], (*532) | Симетрія: [5,3], (*532) | Симетрія: [5,3], (*532) | Симетрія: [5,3], (*532) | [5,3]+, (532) |
| ------------------------------------- | ----------------------- | ----------------------- | ----------------------- | ----------------------- | ----------------------- | ----------------------- | ------------- |
|                                       |                         |                         |                         |                         |                         |                         |               |
|                                       |                         |                         |                         |                         |                         |                         |               |
| {5,3}                                 | t{5,3}                  | r{5,3}                  | t{3,5}                  | {3,5}                   | rr{5,3}                 | tr{5,3}                 | sr{5,3}       |
| Двоїсті до однорідних багатогранників |                         |                         |                         |                         |                         |                         |               |
|                                       |                         |                         |                         |                         |                         |                         |               |
| V5.5.5                                | V3.10.10                | V3.5.3.5                | V5.6.6                  | V3.3.3.3.3              | V3.4.5.4                | V4.6.10                 | V3.3.3.3.5    |

Цей напівправильний многогранник належить до послідовності кирпатих многогранників та мозаїк з вершинною фігурою (3.3.3.3.n) та діаграмою Коксетера — Динкіна. Ці фігури та їхні двоїсті мають (n32) обертальну симетрію і існують у евклідовій площині для n=6 та гіперболічній площині для будь-якого n, більшого від 6. Можна вважати, що послідовність починається з n=2, якщо припустити, що деяка множина граней вироджується в двокутники.
| Симетрія n32   | Сферична   | Сферична   | Сферична   | Сферична   | Евклідова  | Компактна гіперболічна | Компактна гіперболічна | Паракомп.  |
| Симетрія n32   | 232        | 332        | 432        | 532        | 632        | 732                    | 832                    | ∞32        |
| -------------- | ---------- | ---------- | ---------- | ---------- | ---------- | ---------------------- | ---------------------- | ---------- |
| Кирпаті фігури |            |            |            |            |            |                        |                        |            |
| Конфігурація   | 3.3.3.3.2  | 3.3.3.3.3  | 3.3.3.3.4  | 3.3.3.3.5  | 3.3.3.3.6  | 3.3.3.3.7              | 3.3.3.3.8              | 3.3.3.3.∞  |
| Фігури         |            |            |            |            |            |                        |                        |            |
| Конфігурація   | V3.3.3.3.2 | V3.3.3.3.3 | V3.3.3.3.4 | V3.3.3.3.5 | V3.3.3.3.6 | V3.3.3.3.7             | V3.3.3.3.8             | V3.3.3.3.∞ |

## Граф кирпатого додекаедра
У теорії графів граф кирпатого додекаедра — це граф вершин і ребер кирпатого додекаедра. Він має 60 вершин і 150 ребер і є архімедовим графом.

## Галерея

Розгортання кирпатого додекаедра
Кирпатий додекаедр